# 阿尔托斯
阿尔托斯（葡萄牙語：Altos）是巴西皮奥伊州的一个市镇。总面积957.617平方公里，总人口38284人，人口密度40人/平方公里。